# Anthony Gueterbock

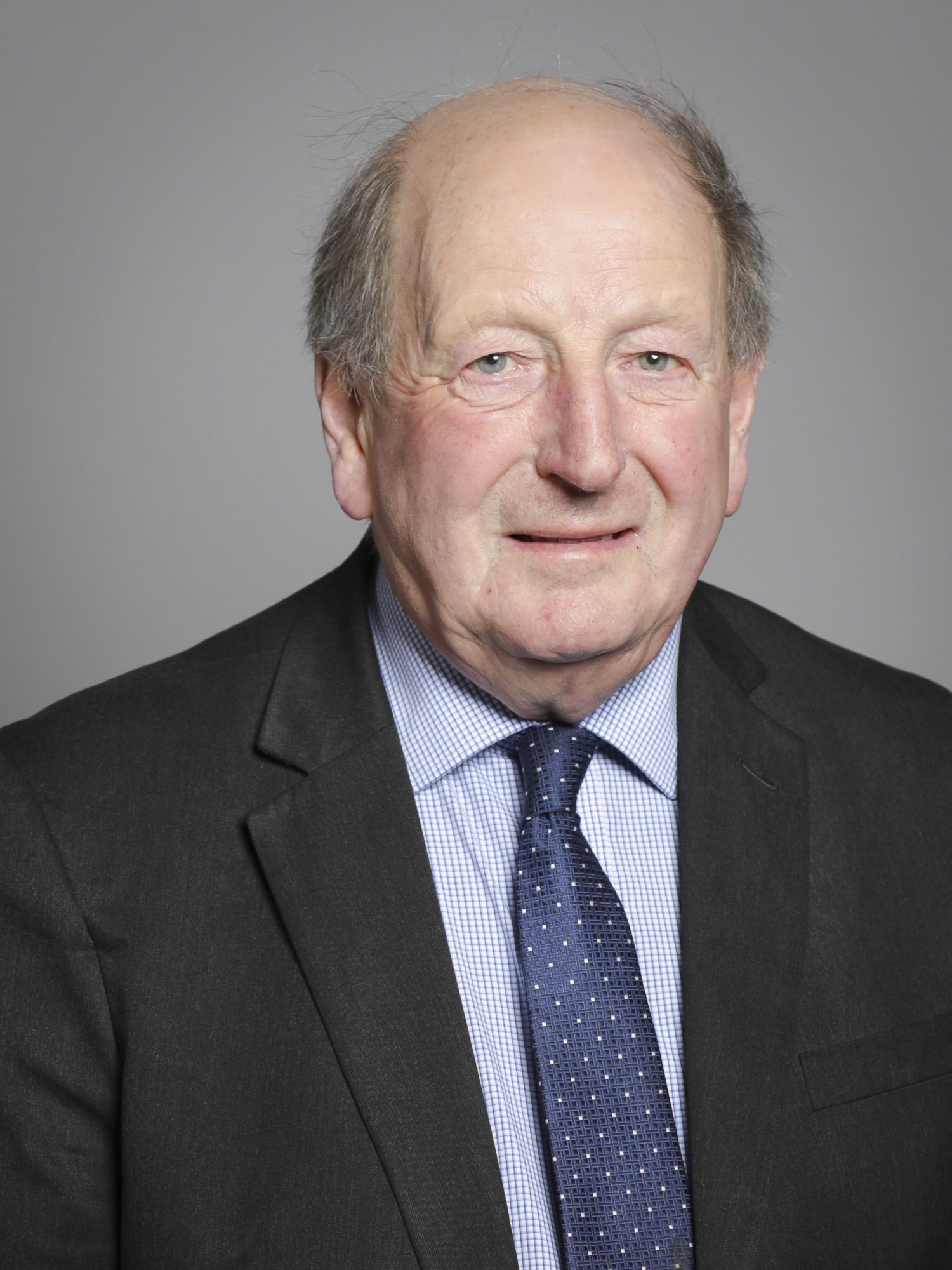
Anthgony Gueterbock w 2019

Anthony Fitzhardinge Gueterbock (ur. 20 września 1939) – brytyjski arystokrata i polityk, jedyny syn brygadiera Ernesta Gueterbocka i Cynthii Foley, córki podpułkownika Franka Foleya i 16. baronowej Berkeley, siostrzeniec 17. baronowej Berkeley. Znany też jako Tony Berkeley.
Wykształcenie odebrał w Eton College i w Trinity College na Uniwersytecie Cambridge. Uniwersytet ukończył z tytułem magistra sztuk. Później rozpoczął pracę w budownictwie lądowym. W latach 1961–1965 pracował w Sir Alexander Gibb & Partners. Później rozpoczął pracę w George Wimpley plc, gdzie pracował do 1981 r., kiedy przeszedł do Eurotunnelu, gdzie w 1987 r. został menedżerem ds. publicznych. Był nim do 1995 r. Rok później uzyskał tytuł honorowego doktora nauk Uniwersytetu Brighton. Obecnie jest prezesem Rail Freight Group, przewodniczącym Aviation Environment Federation i członkiem Forum Doradczego Europejskiej Komisji ds. Polityki Transportowej i Energetycznej oraz Królewskiego Stowarzyszenia Sztuk.
Po śmierci swojej ciotki w 1992 r. odziedziczył tytuł barona Berkeley i zasiadł w Izbie Lordów. Został oficerem Orderu Imperium Brytyjskiego. W życiu politycznym jest związany z Partią Pracy. Miejsce w Izbie Lordów stracił po reformie 1999 r. Ponownie zasiadł w Izbie rok później, kiedy został dożywotnim parem jako baron Gueterbock.
10 lipca 1965 r. poślubił Dianę Christinę Townsend, córkę Erica Townsenda. Małżeństwo to zakończyło się rozwodem w 1998 r. 8 maja 1999 r. poślubił Julię Clarke, córkę Michaela Clarke'a. Lord Berkeley ma troje dzieci z pierwszego małżeństwa:
- Thomas Fitzhardinge Gueterbock (ur. 5 stycznia 1969), ożenił się z Helen Walsh, nie ma dzieci
- Robert William Gueterbock (ur. 22 grudnia 1970)
- Philippa Louise Gueterbock (ur. 1975)